# Ингерманн, Кевин
Кевин Ингерманн (эст. Kevin Ingermann; 6 июля 1993, Тарту) — эстонский футболист, защитник.

## Биография
Воспитанник тартуских клубов «Таммека» и «СК-10».
Летом 2009 года перешёл в таллинскую «Левадию», долгое время выступал за её вторую команду в первой лиге Эстонии, сыграв около 90 матчей. В основном составе клуба дебютировал только спустя три года — 10 апреля 2012 года в матче высшего дивизиона против «Курессааре», заменив на 60-й минуте Игоря Морозова. Всего за «Левадию» сыграл три матча в чемпионате, все — в 2012 году, во всех выходил на замену. Также провёл 5 матчей в Кубке Эстонии. Во второй половине 2013 года играл на правах аренды за другой клуб высшей лиги — «Калев» (Таллин).
По окончании сезона 2013 года покинул «Левадию» и уехал в Австралию, где играл за любительский клуб «Иннисфейл Юнайтед». В 2015 году играл за любительский клуб четвёртого дивизиона «Таллин КФ», в конце сезона вместе с ещё тремя футболистами клуба был дисквалифицирован на 2 года за употребление марихуаны. В 2018—2019 годах выступал за клуб первой лиги «Велко» (Тарту).
Выступал за сборные Эстонии младших возрастов, провёл в общей сложности 35 матчей. Участник финального турнира чемпионата Европы среди 19-летних 2012 года, проходившего в Эстонии, на турнире сыграл во всех трёх матчах своей команды. В составе молодёжной сборной Эстонии участвовал в Кубке Содружества 2013 года (5 матчей).

## Достижения
- Серебряный призёр чемпионата Эстонии: 2012
- Обладатель Кубка Эстонии: 2011/12
- Обладатель Суперкубка Эстонии: 2013 (не играл)